# خانه سید جواد موسوی
خانه سید جواد موسوی مربوط به دوره قاجار است و در شهرستان فومن، شهرک تاریخی ماسوله واقع شده و این اثر در تاریخ ۲۵ اسفند ۱۳۸۰ با شمارهٔ ثبت ۵۲۹۶ به‌عنوان یکی از آثار ملی ایران به ثبت رسیده است.